# Jim Tolson

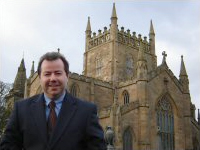
Jim Tolson.

Jim Tolson (n. 26 de mayo de 1965) es un político Demócrata Liberal Escocés y exmiembro del Parlamento Escocés para Dunfermline West. Él perdió su cargo ante Bill Walker del Partido Nacional Escocés en las elecciones de 2011.
Antes de su elección como MSP, fue un empleado de Sky Subscriber Services Ltd. en Dunfermline. En 2005 Tolson ganó un caso contra Sky en un tribunal laboral en busca de más tiempo libre para llevar a cabo los deberes del consejo.